# 巴德音乐学院
巴德音乐学院是巴德学院的一部分，位于美国纽约州哈德逊河畔安嫩代尓。该音乐学院成立于 2005 年，在美国音乐学院中，其独特之处在于所有本科学生都必须加入五年制的双学位项目，毕业时获得音乐学士学位和非音乐学科的学士学位。 巴德音乐学院的师资中不少还在例如茱莉亚音乐学院和柯蒂斯学院等其他音乐学院任教。 